# نهر نيبغون
يقع نهر نيبغون في منطقة خليج ثاندر في شمال غرب أونتاريو، كندا. يبلغ طوله حوالي 48 كم (30 ميل) وعرضه من 50 إلى 200 متر (160 إلى 660 قدمًا)، ويتدفق من بحيرة نيبغون إلى خليج نيبغون ويصب في بحيرة سوبيريور في بلدة نيبغون، تنحدر مياهه من ارتفاع يتراوح بين 260 إلى 183 مترًا ( 853 إلى 600 قدم).